# كيت شو (أكاديمية)
كيت شو (بالإنجليزية: Kate Shaw)‏ هي أكاديمية أسترالية، ولدت في 1961.